# Trichomonadida
Trichomonadida es un orden de protistas anaerobios, la mayoría de parásitos o endosimbiontes de animales, incluido en Parabasalia. Tienen típicamente de dos a seis flagelos en el polo apical de la célula, uno de los cuales se extiende a lo largo de la superficie, tomando el aspecto de una membrana lameliforme ondulante. Muchas especies de este grupo se encuentran en huéspedes vertebrados, incluyendo Trichomonas vaginalis, que causa una enfermedad de transmisión sexual en los seres humanos.

## Características

Esquema de una célula de Trichomonas. 1-flagelo anterior, 2-cinetosomas, 3-cuerpo parabasal, 4-costa, 5-fibras parabasales, 6-membrana ondulante, 7-flagelo posterior, 8-hidrogenosomas, 9-axostilo, 10-núcleo, 11-pelta.

Al igual que otros miembros de Parabasalia, típicamente presentan costa, aparato parabasal, axostilo y pelta. La costa es un haz de microtúbulos dispuesto en el interior de la célula y paralelo a la membrana ondulante que da rigidez a la célula y soporta la membrana, que en este caso es una costa de tipo B, aunque algunas veces está ausente. Carecen de estructura de tipo peine y de cuerpo infracinetosomial. El aparato parabasal está constituido por dos o más fibras parabasales estriadas que conectan el aparato de Golgi al sistema flagelar. El axostilo es un conjunto de microtúbulos trenzados que salen del centro de la célula y en algunos casos se proyectan más allá de esta, en este caso generalmente de tipo Trichomonas. La pelta es otra estructura de microtúbulos a continuación del axostilo hacia la parte anterior, que recubre parcialmente las estructuras basales de los flagelos.
Estos organismos se reproducen por una especial forma de fisión longitudinal, formando un gran número de trofozoítos en un relativamente corto tiempo. Nunca forman quistes, así que la transmisión de un huésped a otro se produce siempre por contacto directo entre las zonas que ocupan.
Se distinguen dos subórdenes:
- Trichomonadina. Presentan 5–6 flagelos, membrana lameliforme ondulante y con costa de tipo B.
- Honigbergiellina. Presentan 2–6 flagelos y carecen de costa.

## Especies notables
Algunas especies de interés incluidas en este grupo  son las siguientes:
- Trichomonas vaginalis, que vive en la vagina de las mujeres.
- Trichomonas tenax, que parasita exclusivamente la cavidad bucal de los seres humanos.
- Trichomonas columbae, también llamada T. gallinae, T. diversa, T. halli o T. hepatica, que afecta a aves.[3]
- Pentatrichomonas hominis, parásito del intestino grueso de los humanos.

Otras especies parásitas relacionadas se clasifican en el orden Tritrichomonadida.